# João dos Santos
João dos Santos (Anjos, Lisboa, 15 de setembro de 1913 – Alcântara, Lisboa, 16 de abril de 1987) foi o criador da moderna Saúde Mental Infantil em Portugale um dos primeiros psicanalistas portugueses. Foi membro fundador da Sociedade Portuguesa de Psicanálisee o inspirador da criação do Instituto de Apoio à Criança . Como democrata lutou durante o fascismo pela criação de serviços de saúde mental de qualidade. O seu percurso académico e a sua sólida formação em Psiquiatria e Psicanálise permitiram-lhe proceder a rigorosas pesquisas sobre a criança. Criou uma obra escrita inovadora concretizada numa obra institucional em prol da criança e da Saúde Mental Infantil. Instaurou a teoria santiana de conectividade entre a neurologia, psiquiatria, psicanálise, psicologia e educação. A sua pesquisa e prática tiveram como foco a articulação inseparável entre o desenvolvimento infantil, saúde mental e recuperabilidade.

## Vida e Obra
João dos Santos - filho único de Augusto Santos, alfaiate de profissão e trabalhador por conta própria, natural de Lisboa (freguesia do Socorro), e de Justina de Jesus Santos, costureira de alfaiate, natural de Penela - nasce em casa de seus pais, no 4.º andar do n.º 20 da Rua Álvaro Coutinho, na freguesia dos Anjos em Lisboa, a 15 de setembro de 1913.
Seu pai, republicano convicto - bate-se pela República, presente no 5 de Outubro na Rotunda com o grupo liderado por Machado dos Santos -, pertence a uma família de republicanos e livres pensadores, é progressista, aberto a novas ideias e doutrinas, naturista, esperantista, apaixonado pela Natureza e pelos desportos. Opondo-se ao regime do Estado Novo, e movido, como os grupos anarco-sindicalistas da classe operária que integra, por ideais de mudança social, marcando para sempre o perfil do filho como democrata e homem solidário, atento às necessidades e sentir das pessoas e dos grupos.
Em 1919, começa a frequentar a escola primária. João dos Santos sofre de dislexia, quadro que ainda não estava descrito como entidade nosológica, mas que já o marginaliza e provoca sofrimento. Seu pai proporciona-lhe uma vida ao ar livre, passeios, grandes caminhadas a pé e visitas, ocasiões que o levam a observar os fenómenos da Natureza e a conversar com as mais variadas pessoas - pescadores, gente do povo, camponeses -, ajudando-o assim a "ler na Natureza, nas pessoas e nas coisas". Segundo João dos Santos, esta atitude de seu pai encontra-se na origem do seu interesse e vocação pela educação e pela Pedagogia, pela opção que, por volta dos 15 anos fará pelo curso do Magistério Primário (que não chega a concretizar) e pela ideia que, mais tarde, orientará a sua pesquisa sobre a origem das dificuldades de aprendizagem da leitura e da escrita.
Em 1924, matricula-se no Liceu Gil Vicente (Lisboa). Desta época, recorda de modo significativo um seu Mestre, José Rodrigues Miguéis, a quem dedica o artigo "Homenagem a José Rodrigues Miguéis", publicado no Jornal das Letras (Novembro de 1980). Em 1929, ingressa na recém-criada Escola Superior de Educação Física, sediada na Sociedade de Geografia de Lisboa. Começa então a ler tudo o que encontra sobre Pedagogia. Destaca a obra de Faria de Vasconcelos, homem que o impressionara quando, no fim do curso do liceu, o procura para saber qual será para si a melhor via. Os seus livros de Pedologia, Pedagogia e Psicologia, com esquemas e inventários sobre todo o tipo de problemas psicopedagógicos, ajudam-no a atenuar as suas angústias escolares de adolescente e levam-no, pela primeira vez, a imaginar "um organismo estatal - que seria talvez uma espécie de Instituto da Criança - onde se encaixasse tudo o que dissesse respeito à educação e à saúde da criança". Em 1936, conclui o curso de Educação Física. Começa a leccionar no ensino particular, dando ao mesmo tempo aulas gratuitas de Ginástica às crianças dos bairros pobres de Alfama (Lisboa) e Barcarena, aderindo ao movimento lançado pelo jornal Os Sports.
Em 1931, ingressa no curso de Medicina em Coimbra, onde permanecerá apenas um ano. É o primeiro afastamento da casa paterna e, por isso, seu pai recomenda-o a um amigo e correligionário de ideias republicanas e naturistas: Viana de Lemos, professor da Escola Normal de Coimbra e introdutor em Portugal das ideias de Freinet (retomadas por Maria Amália Borges, Rosalina Gomes de Almeida, Maria Isabel Vieira Pereira, Sérgio Niza e outros). João dos Santos torna-se seu amigo e admirador, considera-o modelo de educador e de pedagogo, e homenageá-lo-á recordando que através dele tomou contacto, pela primeira vez, com a Escola Moderna. Entre 1934 e 1939 retoma e conclui o curso de Medicina em Lisboa. Entre os seus mestres, destaca Egas Moniz, Sobral Cid, Juvenal Esteves e Barahona Fernandes. Inicia o estágio nos serviços da faculdade e nos hospitais civis de Lisboa. 
Em 1940 faz, sob a orientação de Vítor Fontes, a especialização em Psiquiatria infantil, no Instituto Aurélio da Costa Ferreira. Em 1941, especializa-se, sob a orientação de Barahona Fernandes, em Psiquiatria Geral, nos hospitais Miguel Bombarda e Júlio de Matos, o que não o impede de continuar ligado à problemática da educação.
A 11 de setembro de 1941, casou primeira vez em Lisboa com Hermínia Augusta Grijó (Santa Isabel, Lisboa, 22 de agosto de 1913 — Santa Maria dos Olivais, Lisboa, 31 de dezembro de 1976), médica, filha ilegítima de José Valente Grijó, funcionário público, natural de Baião (freguesia de Santa Leocádia), e de Teodolinda Augusta de Mira Teias, natural de Montemor-o-Novo.
Em 1942, funda, com mais dois amigos, uma editora, O Centro Bibliográfico. Nela são publicados alguns livros de António José Saraiva, José Júlio Andrade Santos, José Gomes Ferreira, Eugénio de Andrade, José Cardoso Pires e Armindo Rodrigues.
Em 1944, no Hospital Júlio de Matos, organiza os pavilhões da Secção Infantil imprimindo uma nova orientação, com rigor científico que consiste na realização de observações psicopatológicas sistemáticas, na aplicação de novas terapias, no atendimento humanizado, formação do pessoal hospitalar e na preocupação com a educação e formação das crianças. Em 1945, faz estágio no serviço de Neurologia do Hospital Escolar, sob a orientação de António Flores. No Instituto António Aurélio da Costa Ferreira, João dos Santos faz uma ruptura com a médico-pedagogia aí praticada, devido ao recurso exagerado à psicometria e à psiquiatrização das dificuldades de adaptação e aprendizagem escolares das crianças, rotuladas, por vezes de forma definitiva, como débeis mentais. Avança um paradigma relacional que implique os pais das crianças nos problemas destas, mas a burocracia que reina no Instituto não deixa lugar para este tipo de iniciativas. Por isso pede, em 1945, a transferência para os Serviços de Psiquiatria Geral do Hospital Júlio de Matos.
A 8 de Outubro deste ano, reúne-se no Centro Almirante Reis com o grupo do Movimento de Unidade Democrática (MUD), a que pertence, para pedir eleições livres. João dos Santos dirá, numa entrevista ao Diário de Notícias (4 de Novembro de 1984), que a sua adesão ao MUD foi motivada pelos seus ideais políticos e sociais. Fiel à herança paterna, que o ensinara a lutar pelos ideais de democracia e de liberdade como condições indispensáveis da saúde e da educação, João dos Santos subscreve o pedido de eleições. Em 1946, é demitido do cargo de 1º assistente do Hospital Júlio de Matos e proibido de entrar em qualquer hospital de Lisboa. Fica desempregado. Barahona Fernandes, seu chefe de serviço e amigo, declara “Enquanto eu for director, o Dr. João dos Santos entrará no meu serviço quando quiser!”. Mas João dos Santos não quer causar-lhe embaraços e começa a tratar da sua ida para Paris. Antes do Natal deste ano já aí se encontra, com o estatuto de funcionário público conseguido por influência de Henri Wallon, do director do Instituto Francês e do chefe das relações exteriores do gabinete de De Gaulle, em Londres. Durante os quatro anos que dura o seu exílio, estuda e trabalha com os grandes vultos da Psicologia, Psiquiatria e Psicanálise, não só de Paris, mas de outros lugares do mundo. Chega mesmo a fazer amizade com cientistas de outras áreas, políticos e artistas. Trabalha com Henri Wallon no Laboratório de Biopsicologia da Criança, com Georges Heuyer, André Thomas, Julian de Ajuriaguerra, Serge Lebovici, Henri Ey, no Centro de Pesquisas Científicas de França (CNRS), com o estatuto de investigador em Psicologia. Da sua formação em Paris, destaca: a aprendizagem com Wallon sobre a importância da emoção nas origens do carácter na criança; o Curso de Psiquiatria do Centro Internacional da Infância; o ensino de Henri Ey sobre a concepção organodinâmica da integração biopsicológica e de desintegração da consciência, pela eclosão da angústia; o ensino de Lebovici sobre a importância dos factores dinâmicos, e o trabalho que com ele realiza no Serviço de Georges Heuyer, no Hospital Enfants Malades e, juntamente com René Diatkine, no Centro de Higiene Mental, com jovens delinquentes; a prática clínica na prisão de Fresnes, que consiste em exames psiquiátricos aos detidos; o trabalho com Maurice Bachet, na consulta de Psicossomática do Serviço de Cirurgia do Professor Padovani, com crianças vítimas de amputação. Para além do serviço oficial e dos cursos que frequenta, visita, por sua iniciativa, hospitais e institutos de crianças deficientes e delinquentes.
Em 1947, é admitido pela Comissão de Ensino da Sociedade Psicanalítica de Paris, começando a fazer a sua análise didáctica. Pertence à segunda geração dos psicanalistas franceses ligados a Freud. Diz, com graça, considerar-se como espécie de neto ou bisneto de Freud, por o seu analista ter sido analisado por um analisando de Freud. Faz supervisão com a princesa Maria Bonaparte, amiga e analisada de Freud. Foi admitido como psicanalista na Sociedade Psicanalítica de Paris. Em 1948, participa no Congresso Mundial dos Intelectuais para a Paz, realizado na Polónia.
Em 1950 regressa a Portugal. Luta, como antes de ir para Paris, pela criação de condições que tornassem possível uma política de aliança entre educação e saúde. Assim, participa num grupo que funciona na Seara Nova, com Alberto Candeias, Manuel Valadares, Fernando Navas, Vitorino Nemésio, Flávio Resende, Francisco Mendes, Xavier de Brito, e outros, e com eles estuda, discute e projecta uma "Reforma do Ensino". Empreende, também, uma empenhada actividade cativando médicos, ávidos de aprenderem novas doutrinas, métodos de observação e terapias, sobretudo no domínio da Psiquiatria infantil. Realiza reuniões, palestras e seminários não só para médicos, mas também para pedagogos, educadores e pais, em várias cidades do país, tendo sempre em vista a prevenção precoce e em tempo útil dos distúrbios de desenvolvimento da criança. Promove e dinamiza a criação, nos Serviços de Saúde Mental, de trabalhos de equipa regulares, de preferência semanais, que reúnam todos os técnicos, que devem dialogar, aprendendo-ensinando, com os utentes, as suas famílias e a comunidade. Despende, como diz, um terço da sua vida profissional a elaborar relatórios e pareceres para acudir aos vários problemas da criança normal e deficiente. Se muito desse trabalho, como afirma, ficou perdido nos arquivos da burocracia, consegue, porém, acolhendo ou dinamizando iniciativas, criar muitos serviços e instituições que são ainda hoje o que de melhor possuímos em Portugal na assistência à criança, nos campos da Saúde Mental Infantil e da Pedagogia.
Em 1951-1952, funda e dirige os dois primeiros Centros Psicopedagógicos em Portugal: o primeiro, na Voz do Operário; o segundo, no Colégio Moderno. Inspira-se no modelo do Centro Psicopedagógico do Liceu Claude Bénard cujos trabalhos seguira, desde a sua fundação, quando esteve em Paris. Em 1952, a pedido e em colaboração com a enfermeira Rosélia Ramos, cria uma Secção de Higiene Mental no Centro de Assistência Materno-Infantil de Campo de Ourique (Centro Sofia Abecassis), centrado na prevenção dos distúrbios de desenvolvimento da criança, pela ajuda às mães. É uma das duas primeiras iniciativas do género em todo o mundo.  O psicanalista Mário Yhan, realizou na mesma época uma experiência idêntica em São Paulo, sem haver conhecimento mútuo.
Em 1954 participa na fundação do Colégio Eduardo Claparède, e cria um Seminário Psicopedagógico que reúne semanalmente professores e técnicos, para procederem à análise e estudo dos casos. Nestes seminários, leva a que os técnicos e os professores compreendam que o comportamento das crianças é reactivo não só em relação aos seus pais, mas também em relação a eles próprios. Dito de outro modo, ajuda-os a compreender a própria implicação nos casos que trazem para serem analisados e discutidos no grupo. Uma outra iniciativa é a introdução de uma reunião, também semanal, com os pais, a equipa de professores e de técnicos e as próprias crianças, analisando em conjunto os temas e problemas que surgem espontaneamente do próprio diálogo informal que entre todos se estabelece.
Em 1955, com Henrique Moutinho e Maria Amália Borges de Medeiros, cria o Centro de Recuperação Visual e Classes de Amblíopes, na Liga da Profilaxia da Cegueira, que mais tarde deu origem ao Centro Infantil Helen Keller. Esta instituição desempenha um papel histórico na renovação da Pedagogia e da introdução das práticas de integração educativa e social das crianças com deficiência. Neste mesmo ano, é readmitido oficialmente no Hospital Júlio de Matos, sendo provido no cargo de 1º assistente, passando a dirigir a Secção Infantil que organizara antes do exílio em Paris.
Em 1956 funda, com Julienne Cypriano, Maria Luísa Alves, Rosa Benfeito e outros, a Liga Portuguesa dos Deficientes Motores. Em 1958 cria, com Madalena Pires, a Associação Portuguesa de Surdos, e, com Nuno Ribeiro, a Secção de Paralisia Cerebral da Liga Portuguesa de Deficientes Motores. É o primeiro serviço que em Portugal funciona para diagnóstico e tratamento da paralisia cerebral. Em 1959, faz concurso para assistente do Centro de Assistência Psiquiátrica. E, com Henrique Moutinho, organiza o Dispensário e Centro de Reabilitação para Cegos da Fundação Sain. Em 1964, cria uma Secção de Saúde Mental no Centro Materno-Infantil José Domingos Barreiros, com a mesma linha de acção que presidira à criação do Centro de Assistência Materno-Infantil de Campo de Ourique (Centro Sofia Abecassis).
Em Setembro, apresenta um plano para a organização do Centro de Saúde Mental Infantil de Lisboa. É uma iniciativa precursora no sector da Psiquiatria em Portugal, devido à descentralização da actividade assistencial, através da cobertura do país por uma rede de serviços de saúde mental em ligação com a comunidade, com ênfase na prevenção. Propõe equipas pluridisciplinares de Psiquiatria da infância, Psicoterapia, Psicologia, Serviço Social, Enfermagem, Ensino Especial, Reeducação da Psicomotricidade, Terapia da fala e educadores. Em 1965, é criado o Centro de Saúde Mental Infantil de Lisboa, sendo nomeado seu director, cargo que ocupará até à data da sua jubilação dos cargos públicos, em 1982.
Entre 1968 e 1973, ministra o Curso de Saúde Mental, na Escola Nacional de Saúde Pública. Em 1970, organiza um Seminário sobre "A Higiene Mental na Escola", orientado por André Berge, que visa a preparação de um plano de democratização da saúde e da educação em Portugal, no qual se dá importância especial à reflexão sobre a importância dos primeiros anos da vida escolar da criança, relacionando o seu equilíbrio emocional com a aprendizagem.
Em 1971 funda, com Dora Bettencourt e Maria de Lurdes Levy, a Liga Portuguesa contra a Epilepsia.
Em 1973 funda, com Francisco Alvim e Pedro Luzes, a Sociedade Portuguesa de Psicanálise. Esta data assinala um marco importante nas iniciativas que, desde 1958, tinham vindo a ser tomadas, primeiro por Francisco Alvim e Pedro Luzes, depois por João dos Santos, Eduardo Cortesão, Mário Casimiro, José Flores e Coimbra de Matos. Numa homenagem pública a João dos Santos, Barahona Fernandes afirma “… foi João dos Santos (e a seguir Eduardo Cortesão com a grupo-análise) o introdutor em Portugal da linha psicanalítica - não mais, superficialmente literária, mas de forma rigorosa e sistemática. Foi o primeiro a fazer análises lectivas a jovens médicos, psicólogos e assistentes sociais com o êxito conhecido.”. João dos Santos é, depois de Francisco Alvim, o presidente da Sociedade Portuguesa de Psicanálise. Dirige, também, a Revista Portuguesa de Psicanálise.
Em 1974 vive o 25 de Abril com grande entusiasmo registado no poema "Une Hirondelle ne fait pas le Printemps". Integra a Comissão encarregada pelo Ministério dos Assuntos Sociais de estudar e regulamentar uma política de protecção da maternidade e da primeira infância. O relatório preliminar, de sua autoria, postula que o ponto de partida do seu funcionamento deve ser a unidade mãe-filho, apoiada pela figura paterna. A Comissão projecta a criação do Instituto da Criança e redige o seu articulado regulamentador que, na essência, se deve à dinamização e inspiração de João dos Santos, que o deixa registado na sua obra A Caminho de Uma Utopia... Um Instituto da Criança (1982).
Em 1975 cria, com um pequeno grupo de discípulos, entre os quais Manuela Cruz, um novo Serviço no Centro de Saúde Mental Infantil, A Casa da Praia (Externato de Pedagogia Terapêutica Experimental), situado na Junqueira em Lisboa (desde 1 de Junho de 1992, passa a denominar-se "Casa da Praia - Centro Doutor João dos Santos"). Recebe crianças entre os 5 e 10 anos das escolas das freguesias circundantes, em regime de apoio pedagógico e terapêutico, uma vez que essas crianças continuam integradas nas respectivas escolas. A área de intervenção visa: a prevenção precoce dos problemas emocionais ou instrumentais das crianças cujos primeiros sintomas sejam dificuldades de integração escolar e iniciação à aprendizagem da leitura e da escrita; a orientação para instituições específicas, quando, após a acção pedagógica terapêutica, persistam sintomas para além dos quadros de instabilidade, bloqueio afectivo e depressão; a investigação nos campos pedagógico e terapêutico do significado das dificuldades de aprendizagem; a formação de técnicos para apoio às classes regulares.
Em 1978 é encarregado do Curso de Psicopatologia Dinâmica da nova Faculdade de Psicologia e Ciência da Educação da Universidade de Lisboa, criada em 1977. Aí lecciona até 1982.
É convidado para assinar uma coluna no Jornal da Educação, a que dá o título "Aprender a Ler". Em 1981, a pedido dos seus amigos Sérgio Niza e Rogério Mendes de Moura, compila vários artigos, que escrevera entre 1953 e 1973, em dois volumes intitulados Ensaios sobre Educação.
A partir de 1983 realiza, na Rádio Comercial, um programa que consta de uma conversa semanal com João Sousa Monteiro. Estas conversas ficam registadas em dois livros: Se Não Sabe Porque É Que Pergunta e Eu Agora Quero-Me Ir Embora.
Casou segunda vez em Lisboa, a 3 de junho de 1983, com Zoé Santa Cruz Gonçalves Barbeitos, divorciada, natural de Lisboa, sócia da Cooperativa A Torre - Educação e Ensino.
Em 1985 o Instituto Superior de Educação Física da Universidade Técnica de Lisboa confere a João dos Santos o grau de Doutor Honoris Causa.
A 18 de março de 1986, foi agraciado com o grau de Comendador da Ordem do Mérito.
Continua a trabalhar em prol das crianças até ao fim da sua vida: na "Casa da Praia", com a sua presença e supervisão; na sua última obra, Casa da Praia – O Psicanalista na Escola, escrevendo-a e, na última fase, ditando-a. Poucas horas depois de dizer que a dá por concluída, sucumbe, em sua casa, a um acidente vascular cerebral, na madrugada de 16 de Abril de 1987, na freguesia de Alcântara, em Lisboa.

## Ideias psicopedagógicas de João dos Santos
As ideias psicopedagógicas de João dos Santos apoiam-se no pressuposto teórico de que "não há separação ou descontinuidade entre observação, terapia e educação". Fiel a este pressuposto, investe na escola a sua pessoa e a sua formação, fundamentalmente de quatro modos.
Em primeiro lugar, publicando textos (aliança entre investigação científica e prática clínica) sobre problemas do desenvolvimento resultantes de dificuldades instrumentais, de sintomas reactivos ou de quadros orgânico-estruturais que, normalmente, estão na origem das dificuldades escolares: dislexia, disortografia, estrabismo, ambliopia, epilepsia, gaguez, tiques nervosos, canhotismo, instabilidade, bloqueio afectivo, depressão, angústia, anorexia, enurese, encoprose, delinquência, etc. Estes textos são de duas ordens: de carácter científico, publicados em revistas de Psiquiatria e de Pedopsiquiatria; de divulgação, para ajuda a pais e a professores, sobretudo publicados nas obras Ensaios sobre Educação e Casa da Praia - O Psicanalista na Escola.
Em segundo lugar, elaborando uma teoria dinâmica que compreende o estudo das causas das dificuldades da aprendizagem da leitura e da escrita e os procedimentos pedagógico-didácticos para as ultrapassar. Esta teoria, apoiada em observações sistemáticas e rigorosas feitas a crianças escolares, compreende a evolução da criança operada na passagem do impulso à emoção, gesto, pantomima, espaço, palavra e fala, ou na passagem do afecto à cognição, capaz de compreender a relação entre o fora e o dentro, o grande e o pequeno, a quantidade e a qualidade, o símbolo e a realidade: ler é reconhecer o valor qualitativo e quantitativo dos sinais, compreender o conteúdo do espaço preenchido por objectos. Para ele, "o grande mistério é o de perceber como os pequenos sinais da escrita dos livros se podem de tal forma reduzir que o tamanho de uma casa pode atingir o espaço representado pela extremidade de um dedo".
Em terceiro lugar, através de um referente subjectivo e memorialístico que subjaz a toda a sua obra, e que lhe permite ensinar modelarmente, através de notas autobiográficas que ilustram a cada passo a doutrina que expõe, a importância do autoconhecimento como condição de equilíbrio, para que quem educa não projecte no seu educando os próprios problemas: "O educador procura apreciar o educando através das suas ideias de adulto mas o seu comportamento, como educador, parece ser, mais dominado pela forma como ele viveu e resolveu os seus problemas de criança do que pelas suas ideias teóricas". João dos Santos sublinha muitas vezes, e de muitos modos, que só educa quem se oferece com autenticidade, numa "relação espontânea, afectiva e instintiva", porque "a educação não é uma matéria que se ensine, mas uma atitude que reflecte o confronto das vivências do educando que fomos, com as do educador que pretendemos ser". Por isso, "o educador, sobretudo o profissional, tem que perguntar a si próprio onde é que ele falha, quando há um problema de comportamento, um problema afectivo ou um problema de aprendizagem". E dando o exemplo, João dos Santos mostra que, no seu trabalho, se oferece com a sua pessoa e experiência: "Eu gosto muito de integrar o meu trabalho na minha experiência pessoal e nas minhas vivências especiais, e realmente só me esqueci da ciência, felizmente, [ ... ] e procuro ter prazer, o mais prazer possível, com o exercício da minha profissão. E para isso eu preciso de ter muita fantasia nas coisas, já que a fantasia das pessoas é o meu métier".
Em quarto lugar, estabelecendo íntima articulação entre família, comunidade e escola, alicerçada na doutrina psicanalítica sobre a importância do duo mãe-filho e do trio mãe-filho-pai como afirmação nuclear, sempre por si sublinhada, de que "a educação é relação", e que esta é o ponto de ancoragem da saúde mental e felicidade da criança, e da sua capacidade de aprender na escola: "Quando os psicanalistas continuadores de Freud nos mostraram que o essencial para a formação do homem é a relação humana que se estabelece com a criança desde o berço, consideramos que não pode haver descontinuidade entre a relação mãe-filho, mãe-filho-pai, família-professores".

### A criança e a escola
João dos Santos nunca separa a criança da escola. Porque não pode existir sociedade sem educação, a escola é inevitável, necessária e deve ser obrigatória. Mas a escola só atingirá os seus objectivos, quando for exercida por todos, isto é, "quando a educação se não fizer apenas nos edifícios escolares, mas no meio familiar e em todos os locais onde as crianças convivem"; "absorver a cultura local e, ao mesmo tempo, for educada pela comunidade"; for dinâmica e puser em prática o espírito da Escola Nova, permeável à vida social e à reinvenção em cada dia de escola pelas crianças; "puder ser um meio terapêutico, devolvendo à criança, em diálogo com os pais, os educadores e os técnicos, o que no seu desenvolvimento foi interrompido, perturbado ou bloqueado"; "tiver educadores que sejam personagens reais e não autómatos, eruditos e sofisticados"; nas classes de iniciação se colocarem os professores mais competentes, experientes e habilitados, para que se evite o "massacre dos inocentes", a expansão das classes especiais e dos professores de apoio; se souber que "o fracasso da aprendizagem escolar não depende directamente dos factores sociais, médicos e psiquiátricos, mas essencialmente do funcionamento mental, afectivo-emocional, instrumental ou psicomotórico e intelectual"; se adaptar a escola à criança e não a criança à escola, porque a criança, quando vai para a escola, já sabe tudo da vida, servindo a escola apenas para ela aprender as coisas de maneira diferente daquela que aprendeu espontaneamente com a mãe e o ambiente familiar; "se inspirar numa pedagogia da relação que tem a ver com tudo o que se sabe hoje, que há na espécie humana de funcionamento etológico e de funcionamento mental precocíssimo, desde a pré-gestação, a gravidez e a primeira infância até à escola"; for espaço de interculturalidade e de transculturalidade, acolhendo e respeitando as proveniências de cada criança, mas ajudando-a sobretudo a tomar consciência da sua igual dignidade de pessoa, com um lugar e papel insubstituíveis na comunidade e no mundo.

### Educação familiar e educação escolar
A educação familiar, a que João dos Santos chama relação formativa, consiste na “larga utilização das formas de linguagem relacionadas com a vida emocional, com o sentir", aprendidas na família, mas, de forma frontal e privilegiada, na relação espontânea e instintiva da criança com a mãe: "a inteligência do homem vem mais do calor afectivo e da espontaneidade das mães do que da herança dos pais". A educação escolar, pelo seu lado, "baseia-se na pedagogia ou arte de ensinar as técnicas do registo da linguagem". Assim os limites entre a "inteligência das situações ou inteligência prática" e o pensamento conceptual definiriam os limites entre o que é educação-relação humana directa (educação pré-escolar), e o que é educação escolar ou relação cultural indirecta "que tem por base a linguística e o registo pela escrita e pela obra que a pedagogia promove [ ... ] e que inclui, naturalmente, as artes e as ciências". A importância desta passagem na vida da criança, que exige autonomia e separação do grupo protector e referencial da família, pode provocar uma crise parecida com a da puberdade e "ser equivalente a uma ruptura traumática com o ambiente geográfico e a língua materna". Para que esta passagem se faça nas melhores condições, João dos Santos sublinha algumas ideias fundamentais: a escola tem sempre algo de maternal, ainda que o professor da criança seja homem, por isso, "a escola deve dar continuidade ao método maternal, que ensina com amor"; a aprendizagem na escola primária implica domínio psicomotor, capacidade de comunicar na relação interpessoal e de simbolizar, por isso, João dos Santos insurge-se contra a entrada precoce da criança para a escola, porque a "imposição das letras" é, antes destas aquisições, sentida pela criança como violência e pode mesmo originar regressões graves no seu desenvolvimento; é preciso relacionar a evolução ontogenética com a filogenética, pois só assim se pode entender que as dificuldades de iniciação à aprendizagem se processam na "passagem da compreensão intuitiva dos objectos e dos símbolos para a compreensão da sua expressão alfabética, que corresponde historicamente a uns milhões de anos na existência do homem como ser pensante, e que por isso não se pode fazer em escassos meses ou anos de uma vida escolar"; "o poder de comunicação e o nível evolutivo da linguagem deveriam ser, para os pedagogos, a base da compreensão do que é o tempo para a iniciação da aprendizagem escolar"; "A leitura vem antes da escrita, porque é a observação dos factos, enquanto que a escrita é o registo da observação dos factos, mas a escola tem de ter em conta que não se regista uma coisa que não se tenha percebido" (entrevista à revista Margem, n.os 28-29, 1982). João dos Santos considera que, para aprender a ler nos livros, é preciso primeiro aprender a ler na Natureza, nas pessoas e nas coisas.

### Pedagogia e ciências psicológicas
João dos Santos compreendeu a importância das ciências de saúde mental na resolução dos problemas emocionais e afectivos que estão sempre na origem das dificuldades escolares. Mas também compreendeu os perigos que essa ajuda podia trazer, quando desarticulada da Pedagogia. Por isso começa por esclarecer o que a cada campo diz respeito: "Para mim, o psicólogo é, não só aquele que é capaz de avaliar objectivamente certas qualidades dos indivíduos que observa, como também o que pode ajudar as pessoas a consciencializar certos problemas. É de certa maneira, o contrário dum educador, cuja missão é a de impor normas e soluções didácticas, adaptáveis a um grupo etário.". Esta missão deve, contudo, ceder lugar à Psicologia, porque o problema do quando ensinar é essencialmente um problema psicológico. O pedagogo não deve portanto ignorar os dados psicológicos essenciais que lhe permitam avaliar o nível de iniciação da aprendizagem escolar a que a criança pode ser submetida, o que significa que a Pedagogia tem que ceder lugar à Psicopedagogia. Por isso, sublinha a importância do trabalho em equipa: "Em Psicopedagogia, e sobretudo em Pedagogia Terapêutica, não é compreensível a separação da observação pedagógica da psicológica, mas a simultânea observação e tratamento de pedagogos e psicólogos. No ponto de vista da evolução normal da criança, é sempre fundamental seguir aqueles que disseram que a Psicologia e a Pedagogia são inseparáveis". A mesma interrogação acerca do cruzamento entre a Pedagogia e as demais ciências psicológicas é posta à Psiquiatria e à Psicanálise. Em primeiro lugar, à Psicanálise: "A teoria e a prática psicanalíticas podem interpretar os fenómenos educativos, mas não orientá-los. As teorias estranhas à Pedagogia não devem, não podem inspirar a práxis educativa. Assim, por exemplo, o desvendar intencional do sagrado numa criança, através de uma técnica psicanalítica, mesmo dialogante ou lúdica, é uma violência inútil e perigosa. Os psicanalistas não desvendam segredos, procuram compreender fantasias". Ao papel dos psiquiatras nas equipas psicopedagógicas é atribuída grande atenção, dada a sua colaboração ser, de facto, muitas vezes solicitada. "Se em certas situações a sua intervenção se justifica, porque alguns problemas escolares podem ter etiologia psiquiátrica, essa intervenção não deve, porém, ser sistematicamente aplicada, pois se corre o risco de psiquiatrizar, à partida, numerosos casos que são exclusivamente educacionais". Por isso, João dos Santos define como condição essencial que tenham conhecimentos de Pedagogia e prática didáctica: "é fácil para as escolas, que entendam que um pedopsiquiatra é necessário no seu elenco, exigirem que tenha uma experiência pedagógica de ensino de crianças; "um psicólogo de laboratório ou um médico a fazer clínica desintegrada da experiência educativa, a trabalhar nos seus gabinetes em privado, não servem a educação".

### A Pedagogia Terapêutica
Defender o papel que a Psicopedagogia tem na resolução dos problemas escolares e a importância do trabalho em equipas pluridisciplinares é tarefa da Pedagogia Terapêutica(ou "Pedagogia experimental", "Psicologia pedagógica comunicável", "Psicologia integrada"): "Em psicopedagogia, e sobretudo em Pedagogia Terapêutica não se compreende a separação da observação pedagógica ou psicológica, mas a simultânea observação e tratamento de pedagogos e psicólogos, na base da relação e na perspectiva da aprendizagem dos sinais escritos". Num grupo de trabalho que organizou no Centro de Saúde Mental Infantil de Lisboa, em 1973, ensina-a. E, quando em 1975 funda a Casa da Praia, põe-na em prática ajudando muitas crianças com dificuldades de integração ou de aprendizagem escolar: "Nós na Casa da Praia procuramos fazer outro tipo de psicologia integrada, psiquiatras e psicólogos aprendem pedagogia e ensinam psicologia ou psiquiatria dinâmica aos outros técnicos. Mas a observação, diagnóstico e orientação pedagógica é feita por cada um dos técnicos em particular e por todos nos grupos de trabalho. Não há hierarquia de conhecimentos ou de técnicos. Na Equipa da Casa da Praia [ ... ] tentamos resolver os problemas da iniciação à aprendizagem, através de uma Equipa, na qual: todos os técnicos têm experiência didáctica; todos se preparam para realizar o trabalho básico de cada especialista, do médico ao psicólogo; não submetemos as crianças a testes laboratoriais; a avaliação, tal como o tratamento, é praticado por todos os membros da equipa, educadores ou psicólogos".

### Deficiência e integração
É o tema que ocupa o coração da actividade científica, profissional e paraprofissional de João dos Santos, e a razão de sua intervenção na esfera do social e do político. Para além das inúmeras fundações em prol da criança deficiente, luta pela mudança de mentalidades em ordem a uma nova compreensão dos conceitos de "deficiente" e de "anormal", denuncia as estruturas e o funcionamento obsoletos das instituições existentes, alerta as comunidades para a necessidade de exigirem apoios precocíssimos para as suas crianças com problemas e consciencializa os órgãos de poder da urgência de uma política de protecção materno-infantil e de ajuda aos adolescentes e aos jovens.
Para os deficientes profundos, pede apoio especializado para as suas famílias e um salário mínimo nacional. Por outro lado, João dos Santos considera que é necessário abolir o conceito de "anormal", procurando difundir certos princípios junto dos pais, professores e autoridades: a ideia de irrecuperável não tem sentido, porque uma criança, quer dizer, um indivíduo que se está a criar até à puberdade, tem sempre alguma possibilidade de recuperação, por mais graves que sejam as suas anomalias, e os diagnósticos devem ser apenas pontos de partida, porque, em Psicopatologia moderna, os quadros nosológicos transformam-se constantemente no decurso da actuação clínica terapêutica; reeducação e educação são uma e a mesma coisa e, por isso, "Os princípios pedagógicos gerais são idênticos para todas as crianças deficientes ou não e o ensino desses deficientes permite aos seus técnicos observar com maior acuidade e resolver problemas educativos fundamentais aplicáveis a todas as crianças."; qualquer ensino deve enxertar-se na educação, porque educar é essencialmente comunicar, comunicar é relacionar pessoas e grupos, pessoas e coisas; a Pedagogia Terapêutica tem um papel importante a desempenhar, e aí, diagnóstico clínico, observação periódica e intervenção terapêutica devem ser feitas em trabalho de equipa com técnicos de saúde mental e com a actuação pedagógica e didáctica dos professores; é preciso não esquecer que "A distinção entre normal e anormal, como das outras qualidades antagónicas, não nos parece fácil, senão para os casos extremos. A norma de cada um de nós— seres humanos normais— é feita do equilíbrio entre muitas reacções e problemas equivalentes ao que apresenta a média dos indivíduos da nossa condição e sexo, mas também de todos os pequenos desvios da média que todos apresentamos."; a recuperação tem vários graus, mas o primeiro e o mais importante é a condição humana, situação que é recusada muitas vezes ao deficiente, votado ao abandono e, pior ainda, encerrado em instituições de carácter asilar, desligadas da família e da comunidade; garantidas as condições humanas, têm alguma recuperação quase todos os deficientes, "desde que se abandone o preconceito de que só se pode ser inteligente sabendo as letras", desde que o ensino especial deixe de estar organizado, como todo o ensino, numa base académica universalista da aprendizagem das disciplinas, desde que se não desconheça uma educação ou uma Pedagogia terapêutica que permite que uma criança possa apresentar aos 8 anos um quociente intelectual de acentuada debilidade e que se forme em engenharia aos 24 anos, com um quociente que espectacularmente subiu; os grandes progressos da Pedagogia foram feitos a partir de pessoas que se interessaram pelos chamados deficientes mentais, como Jean Itard, Jacob Rodrigues Pereira, Anne Sullivan, Édouard Séguin e Maria Montessori, que souberam colocar a pessoa da criança acima de qualquer teoria da educação.

### Democracia, educação e saúde
Numa homenagem que presta a seus pais, João dos Santos afirma que com eles aprendeu que a saúde, a saúde mental e a educação só são possíveis em democracia e liberdade, porque só estas permitem: que todos tenham acesso à cultura do grupo e da sociedade; que o ser humano possa satisfazer as suas necessidades fundamentais, que são "pensar e imaginar, e agir o seu pensamento e a sua imaginação através do jogo, do trabalho e da realização amorosa"; que haja segurança, sem a qual não é possível o conhecimento nem a criação de relações estáveis com as pessoas, o grupo, a sociedade e a humanidade.

### Fundamentação antropológica, cultural estética e ética da educação
João dos Santos nunca separa a educação do amor, da estética e dos valores: a verdadeira cultura tem por ideal a formação dos valores sociais. Ter cultura é ter consciência de si próprio, ser solidário, ter um ideal, ter um objectivo a atingir: "A educação deve integrar tudo, no sentido de estimular e ajudar a criança a encontrar-se a si própria e a integrar-se na cultura da sociedade em que vive.". Ora a criança não se pode desenvolver e integrar no mundo sem que haja amor e beleza: "só é verdadeiramente educativo o que de belo se ensina [ ... ] o que se realiza de amor pelos outros". A educação deve, ainda, não só ajudar a criança a integrar-se na cultura do seu grupo, como também a tomar consciência da sua pertença ao património comum da humanidade: "o homem desumaniza-se quando a sua realidade presente perde o contacto com a sua realidade arcaica [ ... ] se perder as suas raízes de inserção profunda à superfície da terra".

### A emoção, a fantasia e o sonho, génese da inteligência e da criatividade
Ao afirmar que "a razão tem, geneticamente, um ponto de partida emocional", ou que "o desenvolvimento afectivo e intelectual são inseparáveis", ou ainda que "sem a parte imaginativa e fantasista não há inteligência", João dos Santos subordina a razão lógica à razão intuitiva e emocional, a inteligência-quantidade à inteligência-qualidade. Sendo médico e psicanalista, esta subordinação apoia-se na doutrina freudiana sobre o corpo e a libido, e nos novos caminhos da biopsicologia abertos por Wallon. Mas, pela intencionalidade cultural e humanista que subjaz a toda a sua obra, e que compreende a evolução da criança no paralelismo com a evolução filogenética e na relação e pertença a um património comum da história da humanidade, João dos Santos sublinha sobretudo a essência espiritual do ser humano assente na antropologia, na estética e na ética: "Através da magia dos ritos e das danças primitivas o homem aprendeu a pensar, tal como, através da organização dos sonhos e da fantasia, a criança adquiriu a razão. […] sem primitivismo não há homem, como sem alicerce não há edifício. […] O homem, como a criança, não podem deixar de ser primitivos, e são-no tanto mais quanto mais evoluídos são. O homem anda, gesticula, manipula, sonha, pensa com o andar, o gesticular, o manipular, o sonhar e o pensar que aprendeu no percurso da História e no decurso da evolução infantil. […] Descobriu depois que a palavra podia ser só por si instrumento, mesmo sem apoio doutros instrumentos e que as coisas podiam transformar-se em objectos de amor […]. O homem percebeu finalmente que a comunicação era a dádiva de si próprio, projectada nos instrumentos de comunicação e nos objectos de amor. E assim nasceu a escrita ou registo de obras simbolizando afecto".

### A criança e a "criança” que em nós habita
Enquanto psicanalista, João dos Santos lembra que para compreender e amar a criança é preciso primeiro conhecer e amar a criança que continua a habitar dentro de cada um de nós: "Homens capazes de Amor são aqueles que foram crianças ou que se reconciliaram com a criança que foram". Este autoconhecimento como condição para se ser educador mergulha as suas raízes, lembra João dos Santos, em Sócrates, mas é desenvolvido e aprofundado por Freud. Desde então, estes saberes conjugam-se para que o homem se conheça e se compreenda cada vez melhor a si mesmo, pela rememoração da própria infância. Compreensão-rememoração que não é tomada de consciência estéril, mas construtiva do contínuo processo evolutivo biopsicológico, emocional, afectivo, cognitivo e espiritual do ser humano, que deve ser perseguido, de modo particular, pelos educadores. Porque "se educa mais com o que se é do que com o que se sabe", porque educar é a maior obra da criação: "fazer emergir na vida aqueles que nascem".

## O lugar de João dos Santos na História da Educação e da Pedagogia
Médico psiquiatra, pedopsiquiatra, pedagogo e psicanalista de adultos e de crianças, João dos Santos investiu esta diversificada formação na compreensão dos problemas que mais afligem a criança e o adulto: a criança, no decurso do seu desenvolvimento; o adulto, no que de mágoa infantil nele ficou por resolver. Ler os seus textos é aprender com o seu saber científico que se transformava sempre em "sabedoria", por si definida como "a atitude de estender os braços à criança" (entrevista ao Diário de Notícias, em 4 de Novembro de 1984). Ler os seus textos é, também, usufruir do dom terapêutico que possuía. Quem cuida de crianças - pais, professores, educadores de infância, médicos e técnicos de saúde mental - encontra neles inspiração e ajuda para cumprir a sua tarefa. João dos Santos dedicou-se, como "mágico de arte de curar, da arte de ensinar, da arte de amar", à arte maior que é "a criação da própria pessoa". A sua obra é uma referência fundamental na aliança entre saúde mental, educação e pedagogia. A escrita de João dos Santos é marcada pelo gesto autobiográfico. Nos seus textos e nas suas conversas é frequente o recurso a histórias e episódios da sua própria vida. João dos Santos fez inúmeras conferências sobre Psiquiatria, Higiene Mental, Saúde Pública e Psicanálise nas mais prestigiadas instituições portuguesas e estrangeiras. Promoveu e deu lições em inúmeros cursos, seminários e palestras sobre Educação, Pedagogia e Psicopedagogia, para os mais variados grupos: médicos, enfermeiros, assistentes sociais, professores, psicólogos e outros técnicos de saúde mental, pais, adolescentes e jovens. Desta incansável e profícua actividade, aqui registada apenas em alguns momentos, resultou uma articulação, inédita em Portugal, entre Saúde Mental, Educação e Pedagogia. Com efeito, na sua obra escrita, actuação clínica e formação de pessoal técnico, nos campos da saúde e da educação, João dos Santos nunca separa a saúde mental da criança da sua relação com a escola: "a minha carreira de pedopsiquiatra dedicada a crianças que sofrem [ ... ] e a minha actividade de psicanalista, que se pode definir como aquele que procura reconciliar o homem com a criança que nele existe, testemunham um interesse básico pela pedagogia" (Discurso de João dos Santos proferido em homenagem a Leal de Oliveira e Júlio Santos).
João dos Santos tinha vinte anos quando o Estado Novo se confirmou pela Constituição de 1933 e mais de sessenta quando aconteceu o "25 de Abril". Quer isto dizer que grande parte da sua actividade decorreu sob o regime salazarista. Ele constitui, de facto, um dos principais elos que ligam a Pedagogia republicana e da "educação nova" dos anos vinte/ trinta aos movimentos de renovação que se definem a partir do final da década de sessenta. A sua vida e a sua obra são uma referência essencial da educação e da Pedagogia no século XX.

## Obra de João dos Santos

### Livros de João dos Santos
- Fundamentos psicológicos da educação pela arte, in: Educação estética e ensino escolar / João dos Santos, Nikias Skapinakis, João de Freitas Branco, et al; pref. Delfim Santos. – Mem Martins: Europa América, 1966. – 351 p.; il . – (Estudos e documentos; 35)
- A Higiene mental na escola / com André Berge. – 1ª edição. – Lisboa: Livros Horizonte, 1976.- 154 p. – (Biblioteca do educador; 31)
- Ensaios sobre Educação – I: A Criança Quem É?
3ª Edição, Formato eBook Kindle. UK: Ed. Product Solutions Catalysis Ltd, Setembro de 2016, ISBN 978-0-9932730-1-8.
2ª Edição, Formato impresso. Lisboa: Livros Horizonte, 1991, ISBN 972-24-0578-0.
- Ensaios sobre Educação – II: O Falar das Letras. Lisboa: Ed. Livros Horizonte, 1983.
- A Caminho de uma utopia … um instituto da criança. – Lisboa: Livros Horizonte, 1982.- 112 p.
- A Neurose de Angústia.
3ª Edição, Formato eBook Kindle. UK: Ed. Product Solutions Catalysis Ltd, 2015, ISBN 978-0-9932730-0-1.
2ª Edição, Formato impresso. Lisboa: Publicações Europa-América, 1988.
- A Casa da Praia: O Psicanalista na Escola.
5ª Edição, Formato eBook Kindle. UK: Ed. Product Solutions Catalysis Ltd, Maio de 2018, ISBN 978-0-9932730-3-2.
5ª Edição, Formato impresso. UK: Ed. Product Solutions Catalysis Ltd, Maio de 2018, ISBN 978-0-9932730-4-9.
4ª Edição, Formato impresso. Lisboa: Livros Horizonte, 2007, ISBN 972-24-1002-4.
- Se não sabe porque é que pergunta ? – Conversas com João Sousa Monteiro. – Lisboa: Assírio & Alvim, 2000. – 224 p. – (Peninsulares: especial; 14) Ed. póstuma
- Eu Agora Quero-me ir embora – Conversas com João Sousa Monteiro. – Lisboa: Assírio & Alvim, 1990. – 163p. – (Peninsulares: especial;24) Ed. póstuma
- Ensinaram-me a ler o mundo á minha volta. / organ., nota introd. e nota biográfica Paula Grijó dos Santos Maia Lobo; pref. António Coimbra de Matos. – Lisboa: Assírio & Alvim, 2007. 463p.; il. – (Obras de João dos Santos;1) Ed. póstuma
- É através da via emocional que a criança apreende o mundo exterior. / organ. e nota introd. Paula Grijó dos Santos Maia Lobo. – Lisboa: Assírio & Alvim, 2009. – 271p.; il. – (Obras de João dos Santos;2) Ed. Póstuma
- Prevenir a doença e promover a saúde. – Lisboa: Coisas de Ler, Junho de 2013. Ed. Póstuma

### Aulas Radiofónicas de João dos Santos
Existem 53 programas de rádio abordando assuntos relacionados com a psicologia, a psicanálise e a educação de João dos Santos, organizados em duas séries: Se não sabe porque é que pergunta? e A minha Mãe o que é? Cada programa é identificado com um número, título principal e um título secundário, para que citações provenientes destes documentos possam ser articuladas com as fontes. 
Se não sabe porque é que pergunta?
1. Eu Não Gosto Que Se Metam Na Minha Vida – entre a excessiva tolerância e uma educação com Valores
2. Da Fala À Escrita – um diálogo à distância
3. Quanto Riso, Quanta Alegria – o Picasso ria-se com o corpo todo
4. Açoites E Peras Doces Na Educação – todos somos eternamente crianças culpadas de desobediência às proibições educativas
5. Uma Criança Exprime-Se Nas Suas Brincadeiras – brincar, regras e limites e as possibilidades de integração no desenvolvimento psíquico da criança
6. Como É Que A Gente Dorme Sem Sonhar – a pessoa está mais ou menos sempre a sonhar
7. É Durante O Sono Que Se Pode Pensar Tudo – sonho a revelação do inconsciente
8. Era Uma Vez Um Golfinho – o problema da vida e da morte
9. Importância Da Intimidade – intimidade e a Constituição da Vida Mental
10. Insónia – o medo de ter o pesadelo e de sonhar
11. A História Do Menino Jesus – férias de culpabilidade e de Complexo de Édipo
12. Um Velho Que Não Prestava – não se pode ser observador sem ser observado
13. O Menino Jesus Verdadeiro – aquilo que existe em nós de criativo vem da infância
14. O Meu Menino Jesus – a psicanálise é a arte de fazer com que as pessoas recuperem a sua infância
15. Nós Cá Estamos Sempre Para Fazer Falhar A Educação Que Recebemos – a importância da criatividade e da revolta
16. Desde Que Nasci Isto Está A Ser Um Sonho – as pessoas todas têm medos desde o berço
17. Não Se Pode Dormir Sem Sonhar – o pesadelo é um sonho falhado
18. O Bebé A Querer Mandar No Elefante – o subconsciente é inventado com a linguagem falada
19. Se Deus Existe É Um Grande Geómetra – a necessidade de limitar o espaço geométrico é essencial para o desenvolvimento afetivo e intelectual da criança
20. O Risco De Pensar Em Fantasmas – a vida interior está povoada de personagens internas que estamos constantemente a criar
21. Fiquei Com Vontade De Chorar – a tristeza é um estado de espírito essencial à vida interior, e o melhor diálogo que podemos ter com a tristeza é chorar
22. O Recreio – a escola é um local de encontro que tem que transbordar do próprio local
23. Insucesso Escolar – a criança não faz outra coisa desde que abre os olhos, ao nascer, se não tentar aprender
24. Deixem As Crianças Roubar – as creches feitas à pressa, o pessoal escolhido ao acaso para escolas são violência, geram violência
25. A Escola Como Linha De Montagem – a passagem da linguagem direta, antes da escola, para a linguagem indireta que é a escrita
26. O Senhor Devia Era Falar Com A Minha Irmã Que É Pequenina E Que Se Levanta De Noite E Anda La Pela Casa Assim Com Os Braços Estendidos E Depois A Minha Mãe Fica Muito Aflita Que Ela Caia – o enigma da confiança: como é que uma criança intui que pode confiar num adulto
27. Eu Tenho A Camionete Marcada Para Logo À Tarde – todas as perturbações chamadas comportamentais têm por base a depressão ou a ansiedade
28. Violência, Indiferença E Furto Infantil – só se pode impor como aprendizagem qualquer coisa para que a criança esteja motivada
A minha Mãe o que é?
29. O Perigo Da Inundação Universal – a capacidade da criança para reter os seus pensamentos
30. Dar Guita Ao Papagaio – se a gaguez é uma inibição para o falar, é preciso desinibir a fala
31. O Meu Maple Ficou Completamente Estoirado – a primeira forma de educação imposta pelos adultos sobre a criança é a educação para a limpeza
32. A Morte De Dom Afonso Henriques – compreender Pai e Mãe implica primeiro reunir os dois e depois separar os dois
33. O Tabu Da Tristeza – o silêncio é tão respeitável como o que a criança tem para dizer
34. Paixão E Tristeza – não reconhecimento por parte dos adultos de que as crianças têm direito a estar tristes
35. Dois Meninos Gagos – cada um tem a neurose que mais lhe convém. Conseguir que a criança tenha uma neurose autónoma
36. Percebeu Que Eu Não Era Um Adulto Como Os Outros – há evidentemente uma compreensão da dinâmica da linguagem que nos faz compreender os outros
37. Brincar Aos Médicos – porque é que a masturbação é considerado um fenómeno pecaminoso
38. Fazer Chichi Na Cama – à medida que a criança vai controlando o chichi e o cocó, isso constitui também uma vida interna no pensar e fantasiar
39. Fazer Festinhas No Papel Com O Pincel – os primeiros desenhos e pinturas das crianças são uma projecção do seu corpo sobre a superfície plástica
40. O Caso Da Criança Com Dificuldade Em Aprender Os Nomes Das Pessoas – a inteligência nasce no sonho, na imaginação para criar a razão
41. Édipo – a triangulação que perpassa a vida do sujeito, a intimidade dos pais e os mistérios da sua união
42. O Complexo De Édipo Das Meninas – ideias sobre a sexualidade feminina
43. O Direito Das Crianças À Sua Própria Tristeza – a fantasia de morte e o desejo infantil recalcado da morte dos progenitores
44. O Menino Que Dava A Entender Que Não Merecia Os Seus Presentes De Natal – o sonhar com o corpo bloqueia os sonhos sobre a vida íntima dos adultos
45. O Menino Que Sabia O Que Era O Superego – o investimento libidinal nos pais, transforma-se em identificação, possibilitando uma renúncia à satisfação dos seus desejos
46. O Menino Que Se Tinha Apoderado De Uma Gaveta – constituição do espaço interno da criança
47. O Miúdo Que Andava Na Lua – a relação cognição e afeto na escola
48. O Rapazinho Que Mutilava Os Coelhos – perda parte de si e o sonho como forma de elaborar o sofrimento do corpo
49. Querido Cavalinho Dos Meus Sonhos – objeto imaginário como forma de lidar com as lacunas afetivas e na elaboração da ansiedade e agressividade
50. A Cabeça Serve Para Sonhar O Sonho De Não Fazer Chichi Na Cama – sonhos guardiões do sono
51. O Menino Que Sabia O Que Era O Superego – entidade interna que impõe o limite à criança de fazer determinada coisa
52. Tenho Medo Não Tenho Força Não Posso Lutar O Meu Pai Está Em Paris – o papel do objeto transicional na intermediação do mundo interno e externo da criança
53. Fazer Chichi Na Cama É Um Ato De Boa Educação – quando a criança deixa fluir de forma simbólica aquilo que não consegue conter

### Obra Institucional
- Fundou o Colégio Eduardo Claparède (privado) destinado a crianças-problema e onde se iniciou em Portugal o primeiro Seminário Psicopedagógico e uma Escola de Pais.
- Criou uma secção de Saúde Mental num Centro de Saúde Materno-Infantil, primeira iniciativa mundial deste género (assim como a de Mário Yahn em São Paulo, Brasil, exactamente na mesma época).
- Com a pedagoga Maria Amália Borges, criou em 1954 os dois primeiros Centros Psicopedagógicos existentes em Portugal: nas escolas da mais importante associação operária Voz do Operário (cerca de 1200 alunos) e no colégio privado Colégio Moderno (cerca de 500 alunos).
- Depois de voltar de Paris onde levou a cabo pesquisas sobre jovens caracteriais, sobre o membro fantasma em crianças amputadas, vítimas da guerra (Cruz Vermelha Francesa) e na reeducação de deficientes motores, criou a Liga Portuguesa de Deficientes Motores (1956). Esta associação criou em 1957 uma secção de Paralisia Cerebral que deu lugar à fundação do primeiro Centro de Paralisia Cerebral em Portugal.
- Com Henrique Moutinho criou a primeira classe para crianças amblíopes existente em Portugal e mais tarde (1956) o Centro Helen Keller destinado à prevenção, tratamento e reeducação de crianças deficientes visuais. Foi o primeiro Centro no mundo que integrou na mesma escola crianças cegas, amblíopes e de visão normal. O trabalho pedagógico foi da iniciativa da sua colaboradora Maria Amália Borges. Esta instituição assiste actualmente nas suas classes 122 alunos e trata ainda crianças nas suas consultas.
- Com Dora Bettencourt fundou a Liga Portuguesa contra a Epilepsia (1950) que desenvolveu a sua acção no que diz respeito ao tratamento de crianças epilépticas.
- 1975 – Criou o Centro de Pedagogia Experimental – Casa da Praia, dependente do Centro de Saúde Mental Infantil de Lisboa, destinado ao estudo, diagnóstico e tratamento de crianças inteligentes, mas com dificuldades na integração escolar e na iniciação à aprendizagem.

A partir desta experiência fez várias comunicações:
- A pedagogia terapêutica – Jornadas de Psicologia, Inst. Act. Soc. Escolar. 1975.
- O síndroma psicomotor de evolução. Sintra, 1977.
- Psicopatologia da fase de iniciação da criança à aprendizagem escolar. Congresso para o Desenvolvimento da Criança. Lisboa, 1978.
- Consultor do Centro de Observação do Instituto de Assistência a Menores, tendo colaborado na sua própria organização.

Membro fundador de:
- Centro Helen Keller, 1954.
- Liga Portuguesa de Deficientes Motores, 1956.
- Associação Portuguesa de Surdos, 1958.
- Liga Portuguesa de Higiene Mental, 1958.
- Associação de Educação pela Arte.
- Movimento da Escola Moderna.
- Liga contra a Epilepsia.

### Publicações Sobre ou referindo à Obra
- ANTUNES, Maria da Conceição Pinto, Educação, Saúde e Desenvolvimento. Lisboa, Edições Almedina, Coleção Ciências da Educação e Pedagogia, 2008.
- BARBOSA, Lucas dos Santos e PROCÓPIO, Milena Assunção, et al. O Direito da Criança Ter Segredo: O Conceito de Intimidade na Obra de João dos Santos Para o Desenvolvimento Emocional da Criança, in: Tecnologias da Educação: passado, presente, futuro. / Holanda, Patrícia Helena Carvalho; Cavalcante, Maria Juraci Maia, et al. Fortaleza, Ceará: Edições UFC, Coleção História da Educação, 2018.
- BARROS, Eulália. Andar na Escola com João dos Santos – Pedagogia terapêutica. 2ª Edição. Lisboa: Ed. Caminho, 1999. 536p.
- BRANCO, Maria Eugénia Carvalho. Vida, Pensamento e Obra de João dos Santos. 2ª Edição. Lisboa: Ed. Coisas de Ler, 2013. 536p.
- _______.João dos Santos – Saúde Mental e Educação. 3ª Edição. Lisboa: Ed. Coisas de Ler, 2010. 596p.
- _______.João dos Santos – A Saúde Mental Infantil em Portugal – Uma Revolução de Futuro. Lisboa: Ed. Coisas de Ler, 2014. 240p.
- CASTILHO, Clara e Strecht, Pedro. João dos Santos – Memórias para o Futuro. Lisboa: Ed. Centro Doutor João dos Santos, 2013.
- CORDEIRO, Mário. Príncipes da Medicina. Portugal: Ed. Saída de Emergência, 2016.
- DUARTE, Paula Taborda e Cruz, Manuela. João dos Santos – o Prazer de Existir. Lisboa, edição conjunta da Liga Portuguesa dos Deficientes Motores e Colégio Eduardo Claparède, 1994.
- HOLANDA, Patrícia Helena Carvalho e Cavalcante, Maria Juraci Maia. João dos Santos: Por uma Psicologia da Cognição e do Afeto, a Favor da Infância e da Subjetividade, in: História da Educação Comparada: missões, expedições, instituições e intercâmbios. / Cavalcante, Maria Juraci Maia; Holanda, Patrícia Helena Carvalho, et al. Fortaleza, Ceará: Edições UFC, Coleção História da Educação, 2013.
- HOLANDA, Patrícia Helena Carvalho. Relação Professor-Aluno, Processo de Subjetivação da Criança e suas Vicissitudes à Luz da Teoria de João dos Santos, in: Afeto, Razão e Fé: caminhos e mundos da história da educação. / Cavalcante, Maria Juraci Maia; Holanda, Patrícia Helena Carvalho, et al. Fortaleza, Ceará: Edições UFC, Coleção História da Educação, 2014.
- HOLANDA, Patrícia Helena Carvalho e Morato, Pedro Parrot. A Mulher e a Familia à Luz do Referencial Santiano na Perspectiva Comparada Brasil-Portugal, in: Histórias de Mulheres: amor, violência e educação. / Cavalcante, Maria Juraci Maia; Holanda, Patrícia Helena Carvalho, et al. Fortaleza, Ceará: Edições UFC, Coleção História da Educação, 2015.
- HOLANDA, Patrícia Helena Carvalho. João dos Santos: a Psicologia, a Psicanálise e a Pedagogia, in: Histórias de Pedagogia, Ciência e Religião: discursos e correntes de cá e do além-mar. / Cavalcante, Maria Juraci Maia; Holanda, Patrícia Helena Carvalho, et al. Fortaleza, Ceará: Edições UFC, Coleção História da Educação, 2016.
- HOLANDA, Patrícia Helena Carvalho; MORATO, Pedro Jorge Parrot. Pedagogia Terapêutica – diálogos e estudos luso-brasileiros sobre João dos Santos. Fortaleza: Edições UFC, 2016. 
1ª Edição, Formato impresso. Fortaleza: Edições UFC, 2016.
2ª Edição, Formato eBook Kindle. UK: Ed. Product Solutions Catalysis Ltd, 2016, ISBN 978-0-9932730-2-5.
- HOLANDA, Patrícia Helena Carvalho, et al. Diálogos com João dos Santos pelo Jardim das Amoreiras – Porque Ainda Há Crianças e Borboletas. 1ª Edição, Formato eBook PDF. UK: Ed. Product Solutions Catalysis Ltd, 2017, ISBN 978-0-9932730-5-6.
- HOLANDA, Patrícia Helena Carvalho. Família, Afetos pelos Meandros do Pensamento do Psicanalista Português João dos Santos: Percepções sobre o Filme Uma Licão de Amor, in: Diversidade, Diferença e Deficiência: análise histórica e narrativas cinematográficas. / LUSTOSA, Francisca Geny e MARIANA, Fernando Bomfim. Fortaleza, Ceará: Edições UFC, Coleção História da Educação, 2017.
- HOLANDA, Patrícia Helena Carvalho. Corpo, Infância e Sexualidade no Pensamento de João dos Santos: Radiodifusão de Ideias Inovadoras no Campo da Educação, in: Histórias de Corpo, Religião e Educação. / Cavalcante, Maria Juraci Maia; Holanda, Patrícia Helena Carvalho, et al. Fortaleza, Ceará: Edições UFC, Coleção História da Educação, 2017.
- HOLANDA, Patrícia Helena Carvalho. A Pedagogia Terapêutica de João dos Santos pelas Ondas de Rádio, in: Tecnologias da Educação: passado, presente, futuro. / Holanda, Patrícia Helena Carvalho; Cavalcante, Maria Juraci Maia, et al. Fortaleza, Ceará: Edições UFC, Coleção História da Educação, 2018.
- MORAES, Leopoldo de Campos. Saúde Mental – Número especial de homenagem ao Dr João dos Santos. Lisboa: Ed. Direcção de Serviços da Saúde Mental e Direcção-Geral de Cuidados de Saúde Primários, 1984.
- MOURA, Maíra Maia de e HOLANDA, Patrícia Helena Carvalho. Adolescência: Reflexões e Desafios, in: Tecnologias da Educação: passado, presente, futuro. / Holanda, Patrícia Helena Carvalho; Cavalcante, Maria Juraci Maia, et al. Fortaleza, Ceará: Edições UFC, Coleção História da Educação, 2018.
- VIDIGAL, Maria José; Queiroz, Maria Isabel S. Braga; Cruz, Maria Manuela; Santos, Maria Paula Grijó dos; Guapo, Maria Teresa. Memórias de Utopia: elementos para a história da saúde mental infantil em Portugal. Lisboa: ISPA, 1999.
- VIDIGAL, Maria José. – Contributos para a História da Psiquiatria e Saúde Mental em Portugal. Lisboa, Trilhos Editora, 2016.